# 奥美利河温泉

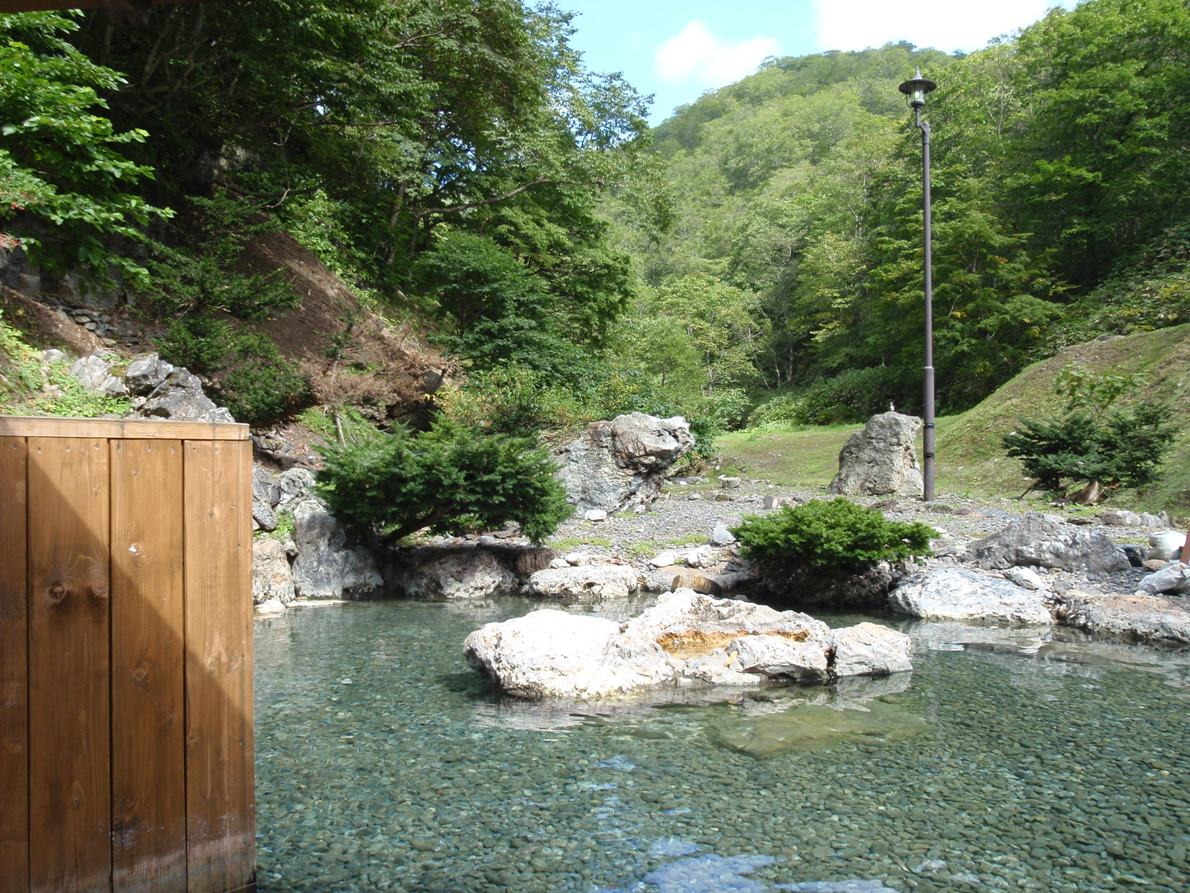
露天風呂

奥美利河温泉（おくぴりか おんせん）は、北海道瀬棚郡今金町にある温泉である。施設老朽化のため長期休業中。

## 泉質
- 単純温泉（弱アルカリ性低張性温泉）
  - 源泉温度 37.8℃、pH 7.9（弱アルカリ性）、湧出量 200L/min
  - 無色、ほとんど無味、無臭[1]

## 施設・周辺
人里離れた山中の森林公園「美利河・二股自然休養林」にあり、温泉を管理している「奥美利河温泉山の家」は森林公園の管理も兼務している。
温泉施設は、ログハウス造りの更衣室と男女別の内風呂、それに混浴の露天風呂がある。水着着用可で日焼け防止用の編み笠が常備してある。泉温37.8℃の源泉をそのまま加温せずに掛け流しており、ややぬるめ。
冬季は積雪通行止めのため、10月後半から5月頃まで休業する。
当地より山奥へは登山道が整備されており、徒歩で二股ラヂウム温泉へ抜けることも可能である。
当地には電話が通じておらず、携帯電話も圏外である。

## 歴史
- 1910年（明治43年） - 花石で駅逓業務をしていた東条九郎太が金鉱探索の折に発見した。
- 1919年（大正8年） - 二代目の東条利夫が宿を開業、秘境の温泉として知られていた。
- 1980年（昭和55年） - 宿が閉館。
- 1988年（昭和63年） - 今金町が現在の施設を新築し、再開業した。

かつて当温泉地は美利河温泉と呼ばれていたが、美利河温泉の開湯に伴い現在の名称となった。
同時に美利河温泉クアプラザピリカとともに今金町の第三セクターの経営となり、運営もクアプラザピリカが行っていた。
- 2014年（平成26年） - 10月1日付けでクアプラザピリカはマックアースのグループ会社が指定管理者となり、第三セクターは精算、当温泉は町直営となった[2]。
- 2015年度（平成27年度） - 休業することが告知され[3]、以後休業が続いている。

## 交通
公共交通機関は無い。道央自動車道国縫ICから約20km。